# Chrysobothris caddo
Chrysobothris caddo es una especie de escarabajo del género Chrysobothris, familia Buprestidae. Fue descrita científicamente por Wellso & Manley en 2007.
Mide 10-16 mm. Se encuentra en el sur de América del Norte. Generalmente se encuentra en  especies de Celtis y también en Pithecellobium ebano.